# Rampur Hat
Rampur Hat är en ort i Indien.   Den ligger i distriktet Bīrbhūm och delstaten Västbengalen, i den östra delen av landet, 1 200 km öster om huvudstaden New Delhi. Rampur Hat ligger 42 meter över havet och antalet invånare är 53 468.
Terrängen runt Rampur Hat är mycket platt. Runt Rampur Hat är det mycket tätbefolkat, med 1 177 invånare per kvadratkilometer. Rampur Hat är det största samhället i trakten. Trakten runt Rampur Hat består till största delen av jordbruksmark.